# Forte de Nossa Senhora do Carmo dos Campos de Guarapuava
O forte de Nossa Senhora do Carmo dos Campos de Guarapuava localizava-se na atual cidade de Guarapuava, no interior do estado do Paraná, no Brasil.

## História
Inscrito no contexto do movimento de povoamento da região sul do Brasil, em meados do século XVIII, a fortificação remonta a 1770, em faxina e taipa, quando da fundação da povoação de Guarapuava, nos chamados Campos de Guarapuava.
SOUZA (1885) menciona um forte, sob a invocação de Nossa Senhora do Carmo, erguido pelo Tenente-coronel Cândido Xavier de Almeida e Souza, para defesa do aldeamento indígena, núcleo da povoação de Guarapuava.
De acordo com o mesmo autor, o Ofício de 22 de dezembro de 1771, do Tenente-coronel Afonso Botelho de Sampaio, versa sobre um forte que encontrara na entrada dos Campos de Guarapuava, quando em viagem de exploração por determinação do seu irmão, o governador e capitão-general da capitania de São Paulo, D. Luís António de Sousa Botelho Mourão - quarto morgado de Mateus (1765-1775), para escolher o local apropriado para uma fortificação na região.